# تپه لیک
تپه لیک مربوط به هزاره ۵ تا ۲ - دوران‌های تاریخی پس از اسلام است و در شهرستان درگز، بخش چاپشلو، روستای لیک واقع شده و این اثر در تاریخ ۱۰ دی ۱۳۸۱ با شمارهٔ ثبت ۶۷۱۵ به‌عنوان یکی از آثار ملی ایران به ثبت رسیده‌است.